# Eutimio II di Costantinopoli
Eutimio II (in greco Εὐθύμιος Β΄?; XIV secolo – 29 marzo 1416) è stato un arcivescovo ortodosso bizantino, che ha ricoperto la carica di Patriarca ecumenico di Costantinopoli tra il 1410 e il 1416.
Diventò monaco in giovane età e poco dopo fu ordinato sacerdote. Si distinse per le sue capacità teologiche e retoriche, che impiegò in difesa del palamismo e contro l'Unione della Chiesa ortodossa con la Chiesa cattolica, per cui gli fu accordata la denominazione onorifica di "Dottore della Chiesa". Nonostante fosse un fervente anti-unionista, fu inviato dall'imperatore bizantino Manuele II Paleologo (che regnò dal 1391 al 1425) per partecipare alle discussioni per una futura unione con Papa Urbano VI (1378–1389). La missione ottenne un certo successo, ma senza fermi impegni da entrambe le parti, e al suo ritorno a Costantinopoli Eutimio fu promosso archimandrita e divenne abate del prestigioso monastero di Stoudios.
Alla fine Eutimio passò alla carica di protosynkellos, dopodiché divenne Patriarca di Costantinopoli. Durante il suo mandato, si sforzò di allontanare la Chiesa dal controllo imperiale e di farla agire in autonomia.
Dei suoi scritti, sopravvivono solo un trattato filosofico "Sull'essere e non essere" e due lettere.
Eutimio II morì il 29 marzo 1416.